# Ingebjørg Eriksdatter (Norwegen)
Ingebjørg Eriksdatter (Ingeborg Eriksdotter) (* 1297; † um 1357) war eine norwegische Prinzessin.
Ihre Eltern waren König Erik II. und seine Frau Isabella Bruce. 1300 wurde sie dem Jarl Jón Magnusson von den Orkneys verlobt. Er ist wohl vor dem Ehevertrag zwischen ihrem Onkel König Håkon und Herzog Erik Magnusson vom 22. März 1310 über dessen Ehe mit Ingebjørg Håkonsdatter in Oslo gestorben. Denn gleichzeitig wurde der Ehevertrag zwischen Ingebjørg Eriksdatter und Herzog Waldemar Magnusson von Finnland geschlossen, den sie dann am 13. September 1312 in Oslo heiratete. Das Paar blieb bis September 1313 in Norwegen.
Die Herzöge Waldemar und Erik, die Brüder und Konkurrenten des schwedischen Königs Birger, starben 1317/18 im Gefängnis von Nyköpinghus. Die Witwe Ingebjørg wird dann im Vertrag von 1318 mit Christoph II., dem Bruder des dänischen Königs Erik Menved, erwähnt. In den letzten Lebensjahren nannte sie sich Herzogin von Öland, das mit Stockholm und Finnland bei der Aufteilung des Reiches 1315 an Waldemar gefallen war.
Aus der Ehe mit Waldemar ging der Sohn Erik (* 1316) hervor, der sonst nirgends genannt wird und wahrscheinlich schon früh starb. Möglicherweise hatte sie noch mehr Kinder, denn in Briefen von 1344 und 1345 ist von ihrem Erbe nach ihren Kindern („liberi“, „filii“) die Rede.